# عبدالمالک شراد
عبدالمالک شراد (عربی: عبدالمالك شراد؛ زادهٔ ۱۴ ژانویهٔ ۱۹۸۱) بازیکن فوتبال اهل الجزایر است.
از باشگاه‌هایی که در آن بازی کرده‌است می‌توان به باشگاه فوتبال کن، باشگاه فوتبال اسپرانس تونس، باشگاه ورزشی ماریتیمو، باشگاه فوتبال خنت، باشگاه فوتبال مولودیه الجزایر، باشگاه فوتبال بلننسس و باشگاه فوتبال نیس اشاره کرد.
وی همچنین در تیم ملی فوتبال الجزایر بازی کرده‌است.